# Альберто Пігаяні
Альберто Пігаяні (італ. Alberto Pigaiani, 15 липня 1928 — 15 червня 2003) — італійський важкоатлет.
Бронзовий призер Олімпійських Ігор 1956 року в важкій вазі, учасник 1960 року.
Бронзовий призер Чемпіонату світу 1957 року в категорії понад 90 кг.
Срібний призер Чемпіонату Європи 1956 (понад 90 кг), 1958 (понад 90 кг) років, бронзовий призер 1960 року в категорії понад 90 кг.